# Calathusa ipota
Calathusa ipota är en fjärilsart som beskrevs av Holloway 1979. Calathusa ipota ingår i släktet Calathusa och familjen trågspinnare. Inga underarter finns listade i Catalogue of Life.